# 1547년

## 연호
- 명(明) 가정(嘉靖) 26년
- 일본(日本) 덴분(天文) 16년
- 후 레 왕조(後黎朝) 응우옌호아(元和) 15년
- 막 왕조(莫朝) 빈딘(永定) 원년

## 기년
- 류큐(琉球) 쇼세이왕(尚清王) 21년
- 명(明) 세종 가정제(世宗 嘉靖帝) 26년
- 조선(朝鮮) 명종(明宗) 2년
- 후 레 왕조(後黎朝) 장종(莊宗) 15년
- 막 왕조(莫朝) 선종(宣宗) 원년

## 사건
- 1월 28일 - 에드워드 6세, 잉글랜드 국왕으로 즉위.
- 양재역 벽서사건

## 탄생
- 9월 29일 - 소설 《돈 키호테》의 작가 미겔 데 세르반테스. (~1616년)

### 미상
- 조선의 문신 홍여순. (~1609년)

## 사망
- 1월 28일 - 잉글랜드의 국왕 헨리 8세. (1491년~)
- 3월 31일 - 발루아 왕조, 프랑스의 국왕 프랑수아 1세. (1494년~)
- 12월 2일 - 스페인의 정복자 에르난 코르테스. (1485년~)